# Temple protestant (Ners)

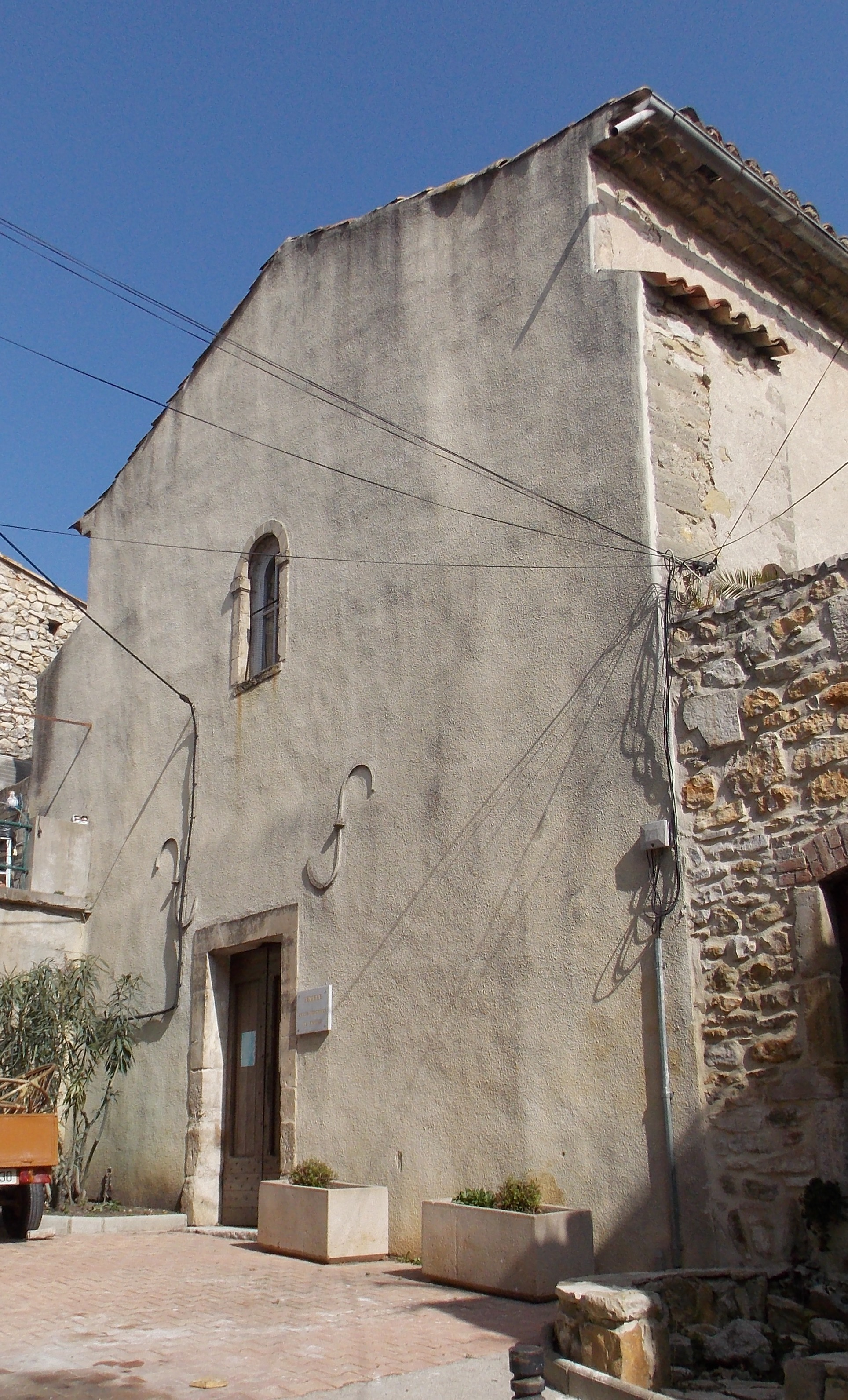
Temple protestant, Ners

Der Temple protestant (deutsch: Evangelische Kirche) ist ein Kirchengebäude der Vereinigten Protestantischen Kirche Frankreichs in Ners im Département Gard (Region Okzitanien). Ners gehört mit mehreren anderen Ortschaften im südöstlichen Vorland von Alès zur Kirchengemeinde Bassin Alésien.

## Geschichte
Ners wurde zum ersten Mal im Jahr 1211 erwähnt. Der Ort entwickelte sich auf einer Anhöhe um die Burg und die Kirche St-Sauveur (Erlöser). In den Kamisardenkriegen wurde die Kirche zwischen 1702 und 1705 in Brand gesetzt und in der Folge wieder hergerichtet. Die Kirche stellt ein romanisches Bauwerk wohl aus dem 13. Jahrhundert dar. Sie besitzt ein einschiffiges Langhaus mit eingezogenem Chorraum, der im Osten mit einer Halbkreisapsis schließt. Das Gotteshaus entspricht so den 
typischen Landkirchen der Romanik im Languedoc.
Auch nach den Religionskriegen blieb der Bevölkerungsanteil an Evangelischen weiterhin hoch in der Region und im Ort selber. Nach der französischen Revolution wurde das Kirchengebäude am 29. März 1803 per Dekret an die Reformierten überwiesen.